# (15693) 1984 SN6
(15693) 1984 SN6 là một tiểu hành tinh vành đai chính. Nó được phát hiện bởi Henri Debehogne ở Đài thiên văn La Silla ở Chile ngày 23 tháng 9 năm 1984.